# 得能正通
得能 正通（とくのう まさみち、1867年11月20日（慶応3年10月25日） - 1949年（昭和24年））は、明治から昭和初期にかけ活躍した郷土史家。号は虎眠、ほかに養兎翁。備後地方の郷土史研究のほか、養兎事業の普及奨励および福山商工業発展のため尽力した。備後国安那郡湯野村（現在の広島県福山市神辺町湯野）出身。

## 概要
備後国安那郡湯野村字豊久保（現在の福山市神辺町湯野）の徳永家（後に得能に復姓）に生まれた。幼少の頃から勉学に秀で、若くして『湯野村誌』や『松永村誌』を編集するなど、随所に郷土の史跡古文書をあさり史実の解明に努めた。各地の役場勤務を経験した後、30歳で村長に抜擢され出世を見せたが、予算執行の不始末により有罪判決を受け10年近く服役することになった。出所後も人脈に恵まれ、各町村役場、商工会、新聞社など職を転々としながら、初志である養兎事業や福山商工業振興のための執筆・宣伝活動を精力的に行った。さらに郷土史の研究に没頭し、地方の寺社仏閣、名所旧跡等を訪ね調査を行った。備後郷土史会を郷土史家の濱本清一（鶴賓）らと設立し、郷土史雑誌『備後史談』を編集・発行するともに、『備後叢書』をはじめとする数多くの地誌を出版した。

### 年譜[1]
- 1867年（慶応3年）10月25日 - 安那郡湯野村字豊久保（現在の福山市神辺町湯田）の徳永家に誕生。
- 1874年（明治7年） - 小学校に入学。
- 1875年（明治8年） - 儒医菅波圭三に四書五経を習う。
- 1883年（明治16年） - 深安・沼隈・安那郡役所に勤務。
- 1884年（明治17年） - 徳永から得能に復姓。名を正通に改名。
- 1885年（明治18年） - 『湯野村誌』を自費出版。
- 1889年（明治23年） - 大日本養兎改良義会を設立。
- 1890年（明治24年） - 『松永村誌』を発行。
- 1895年（明治28年） - 深安郡引野村長に当選。
- 1897年（明治30年） - 『養兎真論』発行。
- 1898年（明治31年） - 予算執行の不始末により留置、後に文書偽造罪により有罪判決。広島監獄に服役。
- 1907年（明治40年） - 仮出獄。同年、松永に転居。直後に『大日本養兎史』編纂に着手。
- 1908年（明治41年） - 福山商工会書記に就任。
- 1910年（明治43年） - 『福山志料』を自費出版。
- 1911年（明治44年） - 福山商工会機関誌『福山蒐報第一号』を発行。
- 1914年（大正3年） - 『大日本養兎史』発行自費出版。
- 1917年（大正6年） - 府中へ転居。
- 1918年（大正7年） - 『続大日本養兎史』を発行。
- 1922年（大正11年） - 養兎富国社を創立。
- 1924年（大正13年） - 備後郷土史会を創設し理事に就任。月刊誌『備後史談』を発行。
- 1928年（昭和3年） - 『備後叢書』第一巻～第三巻を発行。同年、養兎神社を建立。
- 1930年（昭和5年） - 芦品郡広谷村栄明寺の境内に寿蔵碑が完成。
- 1936年（昭和11年） - 備後郷土史会並得能理事表彰祝賀会開催。
- 1949年（昭和24年） - 死去（享年84歳）。

## 郷土史研究
郷土史の執筆・編集だけでなく、『福山志料』をはじめ『備陽六郡誌』、『西備名区』など備後地方の郷土史古典の活字化出版を行い、多くの郷土史研究家の研究の途を拓いた。

### 郷土史研究
郷土史研究の最初の著作は出生地の『湯野村誌』であり、1880年（明治13年）から編集に着手し1884年（明治17年）に発行した。湯野村戸長役場で事務の修習や臨時雇員をする傍ら、「閑あらば即ち村内の山河を跋歩し、若は古書を探求して一意誌料の収集に熱中し、初めて稿を起す」と記録されている。1887年（明治20年）に職を松永に得て、1891年（明治24年）2月に『松永村誌』を発行した。
1925年（大正14年）に備後郷土史会を創設し、月刊誌『備後史談』の編集にあたった。

### 郷土史古典の活字化・出版
郷土史古典の活字化にも多大なる貢献をした。
福山藩主阿部正精の命により菅茶山らが編纂した『福山志料』の活字化、出版を行った。1909年（明治42年）2月12日に阿部伯爵家の事務を司った福山町晩翠社に至り、原本の借用について依頼の交渉を行った。6月25日に原本貸付と謄写について許可を得た。10月15日には1巻～11巻までを印刷会社に入稿（残りも後日入稿）し、翌年の1910年（明治43年）4月30日に自費出版を行った。
福山藩士宮原直倁の『備陽六郡志』、馬屋原呂平の『西備名区』の大著などを『備後叢書』（びんごそうしょ）にまとめた。その作業はすべて独力で原本を解読、活字化する大変な仕事であった。日記に1927年（昭和2年）7月に初めて備後叢書のことが記載され、こののち数年にわたり備後叢書に関する記事が毎日のように記されるなど、精魂をかけた一大事業であった。

## 養兎事業
卯の年生まれの因縁で、日本人の食生活にたんぱく源としての兎肉の摂取を奨励した。1888年（明治21年）に大阪に赴いた際、「大阪兎会社にいたり養兎の業を見る」という記述が年譜上は養兎業との最初の接点である。翌年12月には再び同社を訪問し、役員と会見して養兎事業を研究している。1890年（明治23年）1月には本格的に養兎事業の普及を図ることを決意し、大日本養兎改良義会を設立して会長に就任。執筆活動では、会誌の中で富国策、救荒策、改良策、養兎のすすめ、放牧策、興農策、軍用策、対外策などの論考を続々寄稿し、これらを1897年（明治30年）に『養兎真論』および『養兎道しるべ』として単行した。その後は1915年（大正3年）に『大日本養兎史』、1918年（大正7年）に『続大日本養兎史』を発行。1921年（大正10年）には『養兔の友』を発行し、同年『続養兎真論』など数冊を著している。「養兔新聞」「実業養兔新聞」等の新聞や専門雑誌上でも数々の寄稿を行っている。
1928年（昭和3年）5月9日、養兎事業の推奨を行って久しい中、日本国内に養兎神社がないことを憂慮し、出身地深安郡湯田村の私有地に建設した。祭神は、養兎守護としてその昔、負傷した兎の難を救った大国主命である

## 商工会事業
福山商工会の創立は1899年（明治32年）であるが、開店休業状態が続いていた。1908年（明治41年）歩兵四十一連隊の福山屯営が決まり、県立工業試験場、福島紡績福山工場の増設など産業・政治・経済の変化により息を吹き返すようになった。同年に正通は深津村石井貞之介より商工会勤務の交渉を受け、書記に選任された。以後福山商工会議所設立に向け尽力している。書記長辞任後も自費にて商工会報を自費で継続発刊し、執筆に意を注ぎ、次々に論文を載せ意見の発表を活発に行い、終に百七号に達し、集大成として『福山商工史』を発刊した。

## その他
生前の功績を讃える「養兎翁寿蔵碑」は、生前の1930年（昭和5年）4月13日に府中町外栄明寺境内に建設された。